# 龔之伊
龔之伊（1584年—1614年），字圓甫，一字覺先，號茹溪，湖廣岳州府澧州人，民籍，明朝政治人物。

## 生平
萬曆二十五年（1597年）丁酉科湖廣鄉試第二十九名舉人，三十八年（1610年）中式庚戌科會試第一百六十四名，三甲第一百三十五名進士。大理寺觀政，授浙江常山縣知縣，四十一年（1613年）調錢塘縣知縣，四十二年（1614年）丁憂，同年卒。

## 家族
曾祖龔宇，壽官鄉賓；祖父龔天申，乙卯亞魁，歷嚴州府同知、兗州府同知，祀鄉賢；父龔敘，廩生。母高氏；繼母陳氏；庶母龐氏。嚴侍下。兄龔之彥（壬子舉人），弟龔之安（丙午舉人）；龔之傳（廩生）；龔之庠（庠生）；龔之愿（庠生）；龔之度（庠生）；龔之佐（庠生）；龔之吉（庠生）；龔之伯（庠生）；龔之仲；龔之俶。